# 大華繼顯
大華繼顯控股有限公司 (SGX：UOKH) 是新加坡最大的證券公司，主要經營新加坡、香港、泰國、馬來西亞、印尼、菲律賓等地的股票經紀及投資銀行業務。公司是在2000年由繼顯控股及大華銀行的大華證券經紀公司合併而成。

## 連結
- 大華繼顯控股有限公司（页面存档备份，存于）

## 其他
- 大華銀行
- 大華證券 (新加坡)